# Smil Emil
Smil Emil er en dansk film fra 1969.
- Manuskript Jesper Høm og Birger Jensen.
- Instruktion Jesper Høm.

Blandt de medvirkende kan nævnes:
- Birger Jensen
- Elsebeth Reingaard
- Gertie Jung
- Claus Nissen
- Thomas Winding
- Ole Grünbaum
- Sisse Reingaard
- Niels Skousen
- Lisbet Lundquist